# Lygia Clark
Lygia Clark (ur. 23 października 1920 w Belo Horizonte, zm. 25 kwietnia 1988 w Rio de Janeiro) – brazylijska malarka, rzeźbiarka, twórczyni instalacji.
Mieszkała i tworzyła w Rio de Janeiro i Paryżu.

## Działalność artystyczna
Członkini Grupo Frente, współzałożycielka Grupo Neoconcreto, łączona też z ruchem Tropicalia.

## Kolekcje
Jej prace znajdują się w kolekcjach MoMA w Nowym Jorku, Tate Modern w Londynie, Museum of Fine Arts w Houston, MAM w Rio de Janeiro, Museo Nacional Centro de Arte Reina Sofia w Madrycie oraz Centre Pompidou w Paryżu.